# In nood? Bel...
In nood? Bel… is een hoorspel van Brian Hayles. Het werd vertaald door Aya Zikken en de TROS zond het uit op woensdag 30 oktober 1974, van 23:00 uur tot 23:55 uur. De regisseur was Rob Geraerds.

## Rolbezetting
- Frans Somers (Arnold Metcalfe)
- Fé Sciarone (Helen)
- Hans Veerman (Jo)
- Bert Dijkstra (Bob Lench)
- Tonnie Foletta (Parker)
- Huib Orizand (Harris)
- Frans Kokshoorn (agent)

## Inhoud
In dit verhaal dreigt de hoofdpersoon Arnold Metcalfe mentaal het slachtoffer te worden van een telefonisch bedreven chantageaffaire. Al vrij snel wordt duidelijk dat deze zaak geheel in het persoonlijke vlak ligt, omdat zijn zoon uit een vorig huwelijk (Arnold is als weduwnaar hertrouwd) hem voortdurend wil confronteren met de mislukkingen uit de periode van zijn eerste huwelijk. De auteur heeft zijn hoorspel gesitueerd tegen de achtergrond van organisaties die zich ten doel stellen mensen die in geestelijke nood verkeren, hulp te bieden wanneer zij telefonisch in contact treden met hun helpers en adviseurs. Hij belicht evenwel niet zozeer de positieve zijde van dit werk, dat hij zeker geen kwaad hart toedraagt, als wel de keerzijde van deze medaille. Hij laat dan ook duidelijk uitkomen dat het werk voor de helpers zekere geestelijke risico’s met zich meebrengt, waartegen zij soms nauwelijks opgewassen zijn…